# Słomowo (województwo warmińsko-mazurskie)
Słomowo (niem. Neblisch) – osada w Polsce położona w województwie warmińsko-mazurskim, w powiecie mrągowskim, w gminie Sorkwity.
W latach 1975–1998 wieś znajdowała się w województwie olsztyńskim.